# Méchir
Dans l'Égypte antique, Méchir qui signifie celui de Mekher est le sixième mois du calendrier nilotique (basé sur la crue du Nil) et le second mois de la saison de Peret.
Ce mois correspond à décembre-janvier.